# Lutjanus bengalensis
Lutjanus bengalensis är en fiskart som först beskrevs av Bloch, 1790.  Lutjanus bengalensis ingår i släktet Lutjanus och familjen Lutjanidae. Inga underarter finns listade i Catalogue of Life.